# Pheia beebei
Pheia beebei är en fjärilsart som beskrevs av Fleming 1957. Pheia beebei ingår i släktet Pheia och familjen björnspinnare. Inga underarter finns listade i Catalogue of Life.